# Семейкино (Марий Эл)
Семейкино (мар. Келесола) — деревня в Советском районе Республики Марий Эл. Входит в состав Верх-Ушнурского сельского поселения.

## География
Находится в центральной части республики Марий Эл на расстоянии приблизительно 7 км по прямой на восток от районного центра посёлка Советский.

## История
Изначально существовала как марийская деревня Келесола. В XVIII—XIX веках в деревне поселились также русские. В 1891 году здесь (уже Семейкино) проживали 38 человек, в 1905 году в 48 дворах проживали 368 человек, в 1939 году в 76 домах жили 302 человека. В 1956 году в деревне было 39 хозяйств, в 1976 — 30, а в 2002 году оставалось 20 хозяйств. В советское время работал колхоз «Новый ключ».

## Население
Население составляло 47 человек (мари 55 %, русские 45 %) в 2002 году, 42 в 2010.